# Kurlageri, Nargund
Kurlageri là một làng thuộc tehsil Nargund, huyện Gadag, bang Karnataka, Ấn Độ.